# 羽裂雪兔子
羽裂雪兔子（学名：Saussurea leucoma）是菊科风毛菊属的植物，为中国的特有植物。分布在中国大陆的云南、四川、西藏等地，生长于海拔3,200米至4,700米的地区，一般生于高山草坡、高山多石地及高山流石滩，目前尚未由人工引种栽培。